# Megasema moeschleri
Megasema moeschleri là một loài bướm đêm trong họ Noctuidae.